# Primera División 1971/72
Die Primera División 1971/72 war die 41. Spielzeit der höchsten spanischen Fußballliga. Sie startete am 4. September 1971 und endete am 14. Mai 1972.

## Vor der Saison
- Als Titelverteidiger ging der vierfache Meister FC Valencia ins Rennen. Letztjähriger Vizemeister wurde der CF Barcelona.
- Aufgestiegen aus der Segunda División sind Betis Sevilla, FC Burgos, Deportivo La Coruña und FC Córdoba.

## Vereine
| Verein              | Stadt         | Stadion                       |
| ------------------- | ------------- | ----------------------------- |
| CF Barcelona        | Barcelona     | Camp Nou                      |
| Español Barcelona   | Barcelona     | Estadi Sarrià                 |
| Atlético Bilbao     | Bilbao        | Estadio San Mamés             |
| Burgos CF           | Burgos        | El Plantio                    |
| FC Córdoba          | Córdoba       | Estadio Arcángel              |
| Real Gijón          | Gijón         | El Molinón                    |
| FC Granada          | Granada       | Estadio des Los Cármenes      |
| Deportivo La Coruña | La Coruña     | Estadio Riazor                |
| UD Las Palmas       | Las Palmas    | Estadio Insular               |
| Real Madrid         | Madrid        | Estadio Santiago Bernabéu     |
| Atlético Madrid     | Madrid        | Estadio Vicente Calderón      |
| CD Málaga           | Málaga        | Estadio La Rosaleda           |
| CE Sabadell         | Sabadell      | Nova Creu Alta                |
| Real Sociedad       | San Sebastián | Estadio de Atotxa             |
| Betis Sevilla       | Sevilla       | Estadio Benito Villamarín     |
| FC Sevilla          | Sevilla       | Estadio Ramón Sánchez Pizjuán |
| FC Valencia         | Valencia      | Estadio Luis Casanova         |
| Celta Vigo          | Vigo          | Estadio Balaídos              |

## Abschlusstabelle
Ab dieser Saison waren 18 Mannschaften vertreten.
| Pl. | Verein                  | Sp. | S  | U  | N  | Tore    | Diff. | Punkte |
| --- | ----------------------- | --- | -- | -- | -- | ------- | ----- | ------ |
| 1.  | Real Madrid             | 34  | 19 | 9  | 6  | 051:270 | +24   | 47:21  |
| 2.  | FC Valencia (M)         | 34  | 19 | 7  | 8  | 053:300 | +23   | 45:23  |
| 3.  | CF Barcelona (P)        | 34  | 17 | 9  | 8  | 040:260 | +14   | 43:25  |
| 4.  | Atlético Madrid         | 34  | 14 | 11 | 9  | 045:280 | +17   | 39:29  |
| 5.  | UD Las Palmas           | 34  | 15 | 8  | 11 | 040:360 | +4    | 38:30  |
| 6.  | FC Granada              | 34  | 14 | 8  | 12 | 040:340 | +6    | 36:32  |
| 7.  | CD Málaga               | 34  | 9  | 17 | 8  | 027:310 | −4    | 35:33  |
| 8.  | Real Sociedad           | 34  | 14 | 6  | 14 | 038:360 | +2    | 34:34  |
| 9.  | Atlético Bilbao         | 34  | 15 | 4  | 15 | 039:320 | +7    | 34:34  |
| 10. | Celta Vigo              | 34  | 10 | 13 | 11 | 037:420 | −5    | 33:35  |
| 11. | Real Gijón              | 34  | 12 | 8  | 14 | 041:370 | +4    | 32:36  |
| 12. | Español Barcelona       | 34  | 12 | 8  | 14 | 043:430 | ±0    | 32:36  |
| 13. | Betis Sevilla (N)       | 34  | 10 | 10 | 14 | 025:450 | −20   | 30:38  |
| 14. | Deportivo La Coruña (N) | 34  | 11 | 8  | 15 | 028:380 | −10   | 30:38  |
| 15. | Burgos CF (N)           | 34  | 11 | 7  | 16 | 034:420 | −8    | 29:39  |
| 16. | FC Sevilla              | 34  | 9  | 9  | 16 | 035:450 | −10   | 27:41  |
| 17. | FC Córdoba (N)          | 34  | 6  | 13 | 15 | 032:510 | −19   | 25:43  |
| 18. | CE Sabadell             | 34  | 7  | 9  | 18 | 027:520 | −25   | 23:45  |

Platzierungskriterien: 1. Punkte – 2. Direkter Vergleich (Punkte, Tordifferenz, geschossene Tore) – 3. Tordifferenz – 4. geschossene Tore

| (M) | amtierender Meister              |
| (P) | amtierender Pokalsieger          |
| (N) | Neuaufsteiger der letzten Saison |

## Kreuztabelle
| 1971/72             | Real Madrid | FC Valencia | CF Barcelona | Atlético Madrid | UD Las Palmas | FC Granada | CD Málaga | Real Sociedad | Atlético Bilbao | Celta Vigo | Real Gijón | Español Barcelona | Betis Sevilla | Deportivo La Coruña | Burgos CF |     | FC Córdoba | CE Sabadell |
| ------------------- | ----------- | ----------- | ------------ | --------------- | ------------- | ---------- | --------- | ------------- | --------------- | ---------- | ---------- | ----------------- | ------------- | ------------------- | --------- | --- | ---------- | ----------- |
| Real Madrid         |             | 1:1         | 1:1          | 1:0             | 2:0           | 4:2        | 1:0       | 2:1           | 1:0             | 3:0        | 1:0        | 3:0               | 2:0           | 1:0                 | 1:1       | 4:1 | 4:1        | 2:0         |
| FC Valencia         | 1:2         |             | 1:0          | 1:0             | 4:0           | 2:1        | 3:0       | 2:1           | 2:0             | 4:0        | 1:0        | 1:1               | 2:0           | 1:1                 | 2:0       | 2:0 | 4:2        | 3:1         |
| CF Barcelona        | 1:0         | 1:1         |              | 0:0             | 1:2           | 2:0        | 0:1       | 3:0           | 0:1             | 1:0        | 1:0        | 2:0               | 2:2           | 1:0                 | 2:1       | 1:0 | 4:1        | 2:0         |
| Atlético Madrid     | 4:1         | 0:1         | 1:1          |                 | 2:0           | 1:0        | 0:0       | 5:0           | 1:2             | 0:0        | 1:0        | 1:1               | 4:1           | 2:1                 | 1:0       | 0:2 | 2:2        | 5:0         |
| UD Las Palmas       | 2:0         | 1:1         | 1:2          | 1:0             |               | 2:2        | 2:0       | 0:0           | 2:1             | 1:1        | 5:1        | 1:0               | 2:0           | 2:0                 | 3:1       | 1:1 | 3:0        | 0:0         |
| FC Granada          | 2:1         | 1:0         | 2:0          | 1:0             | 3:0           |            | 2:0       | 1:0           | 5:1             | 0:0        | 1:0        | 0:0               | 0:0           | 2:2                 | 2:1       | 3:0 | 1:0        | 3:1         |
| CD Málaga           | 1:1         | 0:2         | 0:0          | 0:0             | 0:0           | 0:1        |           | 1:1           | 1:0             | 1:1        | 1:1        | 1:0               | 0:0           | 2:0                 | 4:1       | 2:2 | 2:2        | 1:0         |
| Real Sociedad       | 0:2         | 1:0         | 2:2          | 0:0             | 1:0           | 3:1        | 1:0       |               | 1:1             | 0:0        | 3:1        | 4:1               | 6:0           | 0:1                 | 2:0       | 1:1 | 2:1        | 2:0         |
| Atlético Bilbao     | 1:0         | 1:1         | 0:1          | 0:1             | 1:2           | 1:0        | 0:0       | 1:2           |                 | 4:0        | 3:1        | 1:1               | 3:0           | 1:0                 | 1:0       | 2:0 | 5:0        | 3:1         |
| Celta Vigo          | 1:1         | 1:3         | 1:2          | 2:1             | 2:0           | 0:0        | 1:1       | 0:1           | 2:0             |            | 2:2        | 4:2               | 1:0           | 3:1                 | 2:0       | 4:1 | 2:0        | 0:1         |
| Real Gijón          | 1:0         | 4:0         | 1:0          | 1:2             | 0:1           | 2:0        | 1:2       | 1:0           | 3:2             | 2:2        |            | 4:0               | 3:1           | 2:0                 | 0:0       | 1:0 | 0:0        | 3:0         |
| Español Barcelona   | 0:0         | 3:1         | 3:0          | 1:2             | 4:0           | 2:3        | 4:1       | 1:0           | 1:2             | 1:0        | 0:0        |                   | 3:0           | 2:0                 | 1:1       | 2:0 | 1:1        | 2:1         |
| Betis Sevilla       | 0:0         | 1:0         | 0:0          | 1:3             | 2:1           | 1:0        | 0:0       | 1:0           | 1:0             | 1:1        | 2:1        | 0:1               |               | 2:0                 | 2:0       | 1:1 | 0:0        | 1:0         |
| Deportivo La Coruña | 1:0         | 3:0         | 0:2          | 1:1             | 1:0           | 2:0        | 0:0       | 1:0           | 1:0             | 0:1        | 1:1        | 3:1               | 1:1           |                     | 0:0       | 1:0 | 3:2        | 1:0         |
| Burgos CF           | 1:2         | 0:1         | 2:3          | 0:0             | 1:0           | 1:1        | 3:1       | 3:1           | 1:0             | 3:2        | 1:0        | 2:1               | 0:1           | 3:1                 |           | 1:0 | 1:0        | 4:1         |
| FC Sevilla          | 0:2         | 2:0         | 1:2          | 3:3             | 0:2           | 2:1        | 1:2       | 0:1           | 0:1             | 4:0        | 3:1        | 1:0               | 3:1           | 1:0                 | 2:0       |     | 1:1        | 1:1         |
| FC Córdoba          | 2:2         | 0:4         | 1:0          | 0:1             | 2:2           | 2:0        | 0:0       | 1:0           | 0:1             | 0:0        | 0:1        | 3:1               | 3:1           | 0:0                 | 0:0       | 1:1 |            | 4:1         |
| CE Sabadell         | 1:2         | 1:1         | 0:0          | 3:1             | 0:1           | 0:0        | 1:1       | 3:1           | 0:0             | 1:1        | 0:2        | 0:2               | 2:1           | 4:1                 | 2:1       | 0:0 | 1:0        |             |

## Nach der Saison
Internationale Wettbewerbe
- 1. – Real Madrid – Europapokal der Landesmeister
- 2. – FC Valencia – UEFA-Pokal
- 3. – CF Barcelona – UEFA-Pokal
- 5. – UD Las Palmas – UEFA-Pokal
- Gewinner der Copa del Rey – Atlético Madrid – Europapokal der Pokalsieger

Absteiger in die Segunda División
- 16. – FC Sevilla
- 17. – FC Córdoba
- 18. – CE Sabadell

Aufsteiger in die Primera División
- Real Oviedo
- CD Castellón
- Real Saragossa

## Pichichi-Trophäe
Die Pichichi-Trophäe wird jährlich für den besten Torschützen der Spielzeit vergeben.
| Pl. | Nat.         | Spieler           | Verein            | Tore |
| --- | ------------ | ----------------- | ----------------- | ---- |
| 1   | Spanien 1945 | Enrique Porta     | FC Granada        | 20   |
| 2   | Spanien 1945 | Germán Dévora     | UD Las Palmas     | 15   |
| 3   | Spanien 1945 | Juan María Amiano | Español Barcelona | 14   |
| 4   | Spanien 1945 | Joaquín Sierra    | FC Valencia       | 13   |
| 5   | Spanien 1945 | Fernando Ansola   | Real Sociedad     | 12   |
|     | Spanien 1945 | Fidel Uriarte     | Atlético Bilbao   | 12   |

## Die Meistermannschaft von Real Madrid
| Real Madrid | |
| Real Madrid | - Tor: Mariano García Remón (29/-); Miguel Ángel (6/-) - Abwehr: Juan Verdugo (34/-); Juan Carlos Touriño (29/-); Gregorio Benito (28/-); Pedro De Felipe (11/-); Fernando Zunzunegui (2/1) - Mittelfeld: Ignacio Zoco (34/-); Manuel Velázquez (32/5); Ico Aguilar (31/6); Pirri (23/11); José Antonio Grande (24/2); Antonio González (10/-); Sébastian Fleitas (6/-) - Sturm: Santillana (34/10); Ramón Grosso (32/3); Amancio (28/6); Eduardo Anzarda (16/6); Marañón (8/1); Ortuño (2/-) - Trainer: Miguel Muñoz |